# Национальный день ветеранов
Национальный день ветеранов (фин.  kansallinen veteraanipäivä, кансаллинен ветераанипяйвя; швед.  nationella veterandagen, нашунелла ветерандаген) — общегосударственный праздник в Финляндии, отмечаемый 27 апреля и посвящённый памяти окончания Лапландской войны.

## История
Празднование установлено в Финляндии в 1987 году в честь дня окончания Лапландской войны, завершившейся 27 апреля 1945 года. Инициатором установления праздничного дня стал премьер-министр Финляндии Калеви Сорса при поддержке министра обороны Финляндии Вейкко Пихлаямяки.
В этот день по всей стране в обязательном порядке поднимают государственный флаг.
В 2013 году в празднике, проходящем в городе Ювяскюля, принял участие президент Финляндии Саули Нийнистё. В 2016 году центром торжеств стал город Оулу, а в 2017 году — Лахти.